# František Bauer
František Bauer (7. září 1897 Turnov – 1. října 1967 Praha) byl český historik, novinář, překladatel, pedagog a poradce prezidenta. Za nacistické okupace stál v čele ilegální odbojové organizace českých novinářů.
Jako historik se specializoval na mezinárodní vztahy v období 1848–1945, na německou státní ideu a filozofii dějin. Ve třicátých letech patřil mezi nejinformovanější zahraniční zpravodaje československého periodického tisku a byl jedním z prvních, kdo pochopili nebezpečí nacismu. Spolu s vyslanci JUDr. V. Mastným a J. Masarykem tvořil skupinu, připravující Hrad na střetnutí s Německem a na to, že západní spojenci v rozhodné chvíli selžou. Už v roce 1935 se snažil polemizovat s fakty, které Hitler uváděl ve svém „Mein Kampf” a vykládal je tak, jak potřeboval.
V letech 1940–1945 byl perzekvován nacisty a od roku 1949 až do smrti komunisty. Po jeho suspendování z ministerstva informací mu nebylo již nikdy umožněno veřejné působení ani publicistická činnost.

## Život
Studoval na právnické a později filosofické fakultě UK v Praze. Působil jako politický komentátor v Českém slově, Národních listech a Národní politice, kde byl v letech 1939-1940 odpovědným redaktorem. Od roku 1932 pracoval jako zpravodaj Ministerstva zahraničních věcí, kterým byl v roce 1934 vyslán na studijní cestu po hitlerovském Německu. V roce 1939 byl jmenován předsedou Národního svazu českých novinářů. Během okupace působil jako člen Ústředního vedení domácího odboje, v roce 1942 byl dva měsíce vězněn na Pankráci. V květnu 1945 se stal členem Českého národního výboru, později přednostou tiskového odboru Ministerstva informací a generálním ředitelem ČTK. Za svou odbojovou činnost byl vyznamenán Válečným křížem 1939.
Po komunistickém převratu v únoru 1948 byl odvolán z řídící funkce v ČTK a jmenován náměstkem ministra informací. Po necelém roce proti němu bylo zahájeno nikdy neukončené řízení, byl suspendován a následně donucen k předčasnému odchodu do penze. Od roku 1950 my bylo zakázáno veřejné působení i pedagogická činnost a až do smrti byl trvale sledován STB.

## Pedagogické působení
V roce 1932 byl jmenován docentem Svobodné školy politických nauk a v letech 1937-1940 jejím profesorem. Po válce působil od roku 1946 jako profesor a děkan Vysoké školy politické a sociální.

## Dílo
- Můj boj – Hitler o sobě a svých cílech. Praha, Orbis 1936
- Machiavelli a machiavellismus. Praha, Václav Petr 1940
- Bismarck, diplomat a státník. Praha, Václav Petr 1941
- Mein kampf očima historiků (reedice knihy z roku 1936, představená Františkem Svátkem a Michalem Arnotem). XYZ 2005
- František Bauer: Život proti zkáze. Torzo pamětí novináře 1925–1945. Národní archiv 2020.